# Betula chitralica
Betula chitralica är en björkväxtart som beskrevs av Kasimierz Browicz. Betula chitralica ingår i släktet björkar, och familjen björkväxter. Inga underarter finns listade.